# Peter Janke
Peter Janke és un sociòleg que ha estat el cap de l'Institut Britànic per a l'Estudi de Conflictes, una institució lligada a l'Exèrcit i que s'especialitzà en la lluita antiterrorista a Irlanda del Nord.
Ha escrit alguns llibres de referència sobre el terrisme internacional, i ha estat un dels pioners en la creació d'una base de dades sobre grups terroristes d'arreu del món. El 1986 formà part d'una Comissió d'Experts (amb Clive Rose, Hans Joseph Horchem, Franco Ferracutti i Jacques Leaute que intentà aportar solucions al conflicte d'Euskadi. Més tard fou Director de Recerca del MI6, el servei secret britànic.
El seu llibre més conegut, Guerrilla and Terrorist Organizations: World Directory and Bibliography, publicat el 1983, és un diccionari compilatori dels grups terroristes d'arreu del món coneguts a començaments dels anys 80, amb una especial dedicació als grups d'Irlanda del Nord, Còrsega, Palestina, Etiòpia i els grups antiapartheid de Sud-àfrica.

## Obres
- Guerrilla and Terrorist Organizations: World Directory and Bibliography (1983) ISBN 978-0029161500
- Spanish separatism: ETA's threat to Basque democracy (1980)
- Terrorism and Democracy (1992)
- Terrorism and Democracy: Some Contemporary Cases : Report of a Study Group of the David Davies Memorial Institute of International Studies amb Anthony Parsons (1992)
- Ethnic and Religious Conflicts (1994)